# Cigaret
 Der er for få eller ingen kildehenvisninger i denne artikel, hvilket er et problem. Du kan hjælpe ved at angive troværdige kilder til de påstande, som fremføres i artiklen.

| 1  | Primær røgstrøm                                 |
| 2  | Filtermateriale (aktivt kul og andet)           |
| 3  | Lim                                             |
| 4  | Ventilationshuller (Reducerer cigarettens smag) |
| 5  | Blæk                                            |
| 6  | Lim                                             |
| 7  | Sekundær røg                                    |
| 8  | Filter                                          |
| 9  | Filterpapir                                     |
| 10 | Tobak og tilsætningsstoffer                     |
| 11 | Papir                                           |
| 12 | Glød og aske                                    |

En cigaret består af fintskåret tobak, som er rullet i papir. Papiret er imprægneret med salpeter, som gør, at cigaretten kan brænde af sig selv. Tobakken er tilsat et ukendt antal fremmede stoffer. Cigaretpakningerne har ikke nogen varedeklaration, så tilsætningsstoffernes sammensætning, mængde og formål kendes ikke. Cigaretter forhandles med eller uden filter. Det har været hævdet, at filteret kunne standse det høje antal kræftfremkaldende stoffer, som cigaretrøgen indeholder. 

## Indholdet i en cigaret
Tobaksrøg indeholder mere end 4.000 kemiske stoffer, hvoraf mange er giftige eller mutagene, 50 af stofferne er kræftfremkaldende. Enkelte stoffer såsom radon og Polonium-210 er radioaktive. I tobaksrøgen forefindes blandt andet:
- Benzen
- Blåsyre
- Formaldehyd
- Kulilte
- Nikotin
- Tjære
- Polonium-210
- Radon
- DDT
- Acetone

Mængden af disse stoffer kan variere meget fra det ene cigaretmærke til det andet. Det gælder især for tjære- og nikotinindholdet.

## Skod
Skod er den sidste og ikke rygbare del af cigaretten.
Dette vil typisk være filteret og de sidste 2 millimeter af selve cigaretten. Dette er markeret ved en "sluknings-streg", en påtrykt ring på cigaretpapiret, som sikrer, at man slukker cigaretten, inden man når filteret.
Denne streg findes typisk også på filterløse cigaretter – dog uden at tjene noget egentligt formål.

## Forbrug
Der bliver fremstillet ca. 5.5 milliarder cigaretter om året. De bliver købt og røget af mere end 1.1 milliard rygere.
| Rygning efter køn        | Rygning efter køn | Rygning efter køn |
| ------------------------ | ----------------- | ----------------- |
|                          | Procent rygning   |                   |
| REGION                   | MÆND              | KVINDER           |
| Afrika                   | 29                | 4                 |
| Nord- og Sydamerika      | 35                | 22                |
| Mellemøsten              | 35                | 4                 |
| Europa                   | 46                | 26                |
| Sydøstasien              | 44                | 4                 |
| Vestlige Stillehav       | 60                | 8                 |
| (WHO-vurderinger i 2000) |                   |                   |

## Sundhedsrisiko
Tobaksforbrug og især cigaretrygning er én af de største årsager til dødsfald i Danmark. Rygning under svangerskabet medfører risiko for uønsket abort og undervægtige nyfødte. Rygning forøger sandsynligheden for hjertestop og en række kræftsygdomme. Den fremskynder også ældningsprocesserne og kan fremkalde for tidlig alderdom.
Rygning øger stofskiftet og kan på den måde nedsætte rygerens vægt en smule.[kilde mangler]
Nikotin er en effektiv sultdæmper, og tidligere rygere udvikler ofte spisevaner med junk food, når de forsøger at mætte tobakshungeren med småspisning. En tredjedel af dem, som holder op med at ryge, forøger deres vægt.
Cigaretrygning er en af de største årsager til lungekræft, som desuden er én af de mest almindelige dødsårsager blandt rygere. Visse andre lungeproblemer, f.eks. lungeemfysem, henføres også til cigaretrygning. Tobaksindustrien prøvede i mange år at benægte, at der er en sammenhæng, og man modsatte sig medicinsk forskning, som forsøgte at bevise den.

## Produktion
Den største fabrikant af cigaretter i Danmark var frem til 2011 House of Prince A/S, der producerede et bredt udbud af cigaretmærker.